# Michael Palaiologos der Ältere
Michael Palaiologos (mittelgriechisch Μιχαὴλ Παλαιολόγος; * 1337; † vor 1370) war ein byzantinischer Prinz. 

## Leben
Michael war der zweite Sohn des Kaisers Andronikos III. (1328–1341) und dessen zweiter Frau Anna von Savoyen. Noch zu Lebzeiten seines Vaters wurde der Porphyrogennetos als Kleinkind zum Despoten erhoben, dem zweithöchsten Rang in der byzantinischen Hofhierarchie nach dem Basileus. Als sein älterer Bruder, Kaiser Johannes V., in einem Bürgerkrieg 1352 mit Matthaios Asanes Kantakuzenos um die Apanage in Thrakien kämpfte, wurde Michael als Geisel an den Hof des serbischen Kaisers Stefan IV. Dušan geschickt. Dieser stellte im Gegenzug 4000 Reiter für die Belagerung von Adrianopel ab. Über Michaels weiteres Schicksal gibt es keine Nachrichten; er starb aber wohl vor 1370.